# Kwestia rzymska

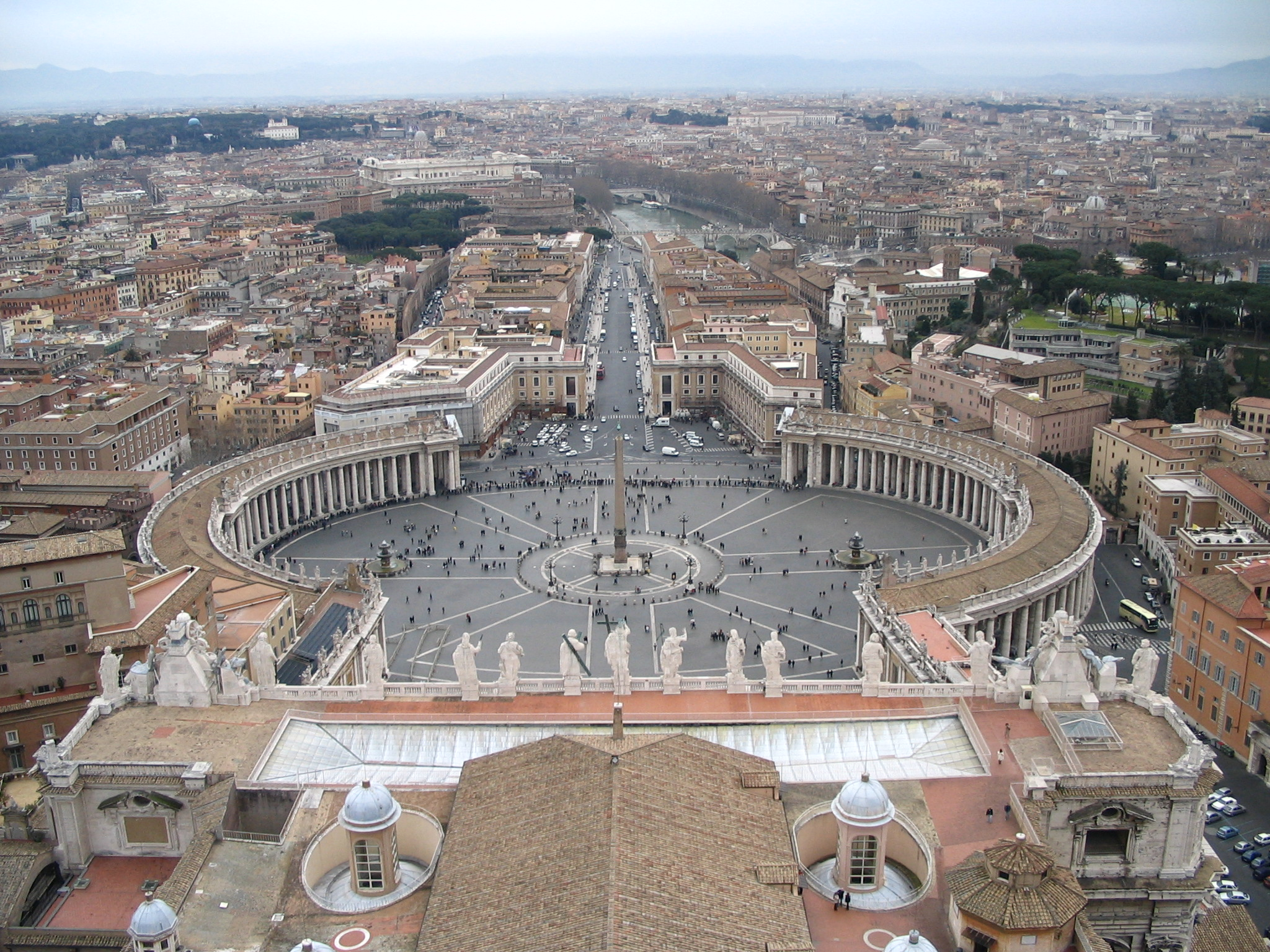
Plac Świętego Piotra w Watykanie

Kwestia rzymska (wł. Questione romana) − konflikt pomiędzy Stolicą Apostolską i rządem Królestwa Włoch toczący się w latach 1861–1929.
Konflikt rozpoczął się, gdy 27 marca 1861 jednoczące się Włochy zgłosiły aspiracje do panowania nad Rzymem i uczynienia z niego stolicy państwa. Włosi nie mogli zająć jednak Rzymu z powodu obecności w nim francuskiego garnizonu, którego zadaniem była obrona papieża. Gdy wybuchła wojna francusko-pruska, wojska francuskie opuściły pośpiesznie miasto, co pozwoliło Włochom 20 września 1870 zdobyć Rzym; papież Pius IX nie uznał jednak ważności tej decyzji i ogłosił się więźniem Watykanu, gdyż nie miał zamiaru stawać na ziemi rzymskiej (włoskiej) do czasu ustąpienia Włochów. Strona papieska odrzuciła też ugodową propozycję włoską, tak zwaną ustawę gwarancyjną, przyznającą papieżowi szereg przywilejów i uznający go de facto za równego głowom państw.
Spór zakończyły traktaty laterańskie, podpisane przez przedstawicieli Piusa XI i rządu Benita Mussoliniego w dniu 11 lutego 1929. Traktaty te ustanowiły państwo watykańskie, którego odrębność i suwerenność w ramach kompleksu zabudowań wokół bazyliki świętego Piotra uznały Włochy.